# ننزا (شهرستان راچیبوش)
ننزا (به لاتین: Nędza) یک روستا در لهستان است که در گمینا ننزا واقع شده‌است. ننزا ۳٬۳۴۴ نفر جمعیت دارد و ۱۹۸ متر بالاتر از سطح دریا واقع شده‌است.